# Cadillac Deville (1961—1964)
Cadillac Deville или Cadillac de Ville (рус. Кадилла́к Деви́ль) — полноразмерные легковые автомобили американской фирмы Cadillac, отделения корпорации General Motors выпускавшиеся в 1949—2005 годах. В иерархии Cadillac занимали промежуточное положение между автомобилями начального уровня: 62-й серии, Calais, Seville и автомобилями высшего класса: 75-й серии, Eldorado. В описываемый период выпускались двухдверные купе Cadillac Coupe Deville, четырёхдверные седаны Cadillac Sedan Deville, а начиная с 1964 года — кабриолеты Cadillac Deville Convertible.
Уже к середине 1950-х стало ясно, что вычурный и помпезный стиль автомобилей Cadillac созданных под руководством вице-президента General Motors и главного дизайнера компании Харли Эрла стал устаревать. Поэтому, в конце 1958 года его ученик Билл Митчел (англ. Bill Mitchell) проповедовавший более чёткий и изящный стиль стал главой дизайнерского департамента корпорации. Автомобили, созданные под его руководством были немного меньше, более собранными, сделанными с большим вкусом и менее драматичными.

## 1961

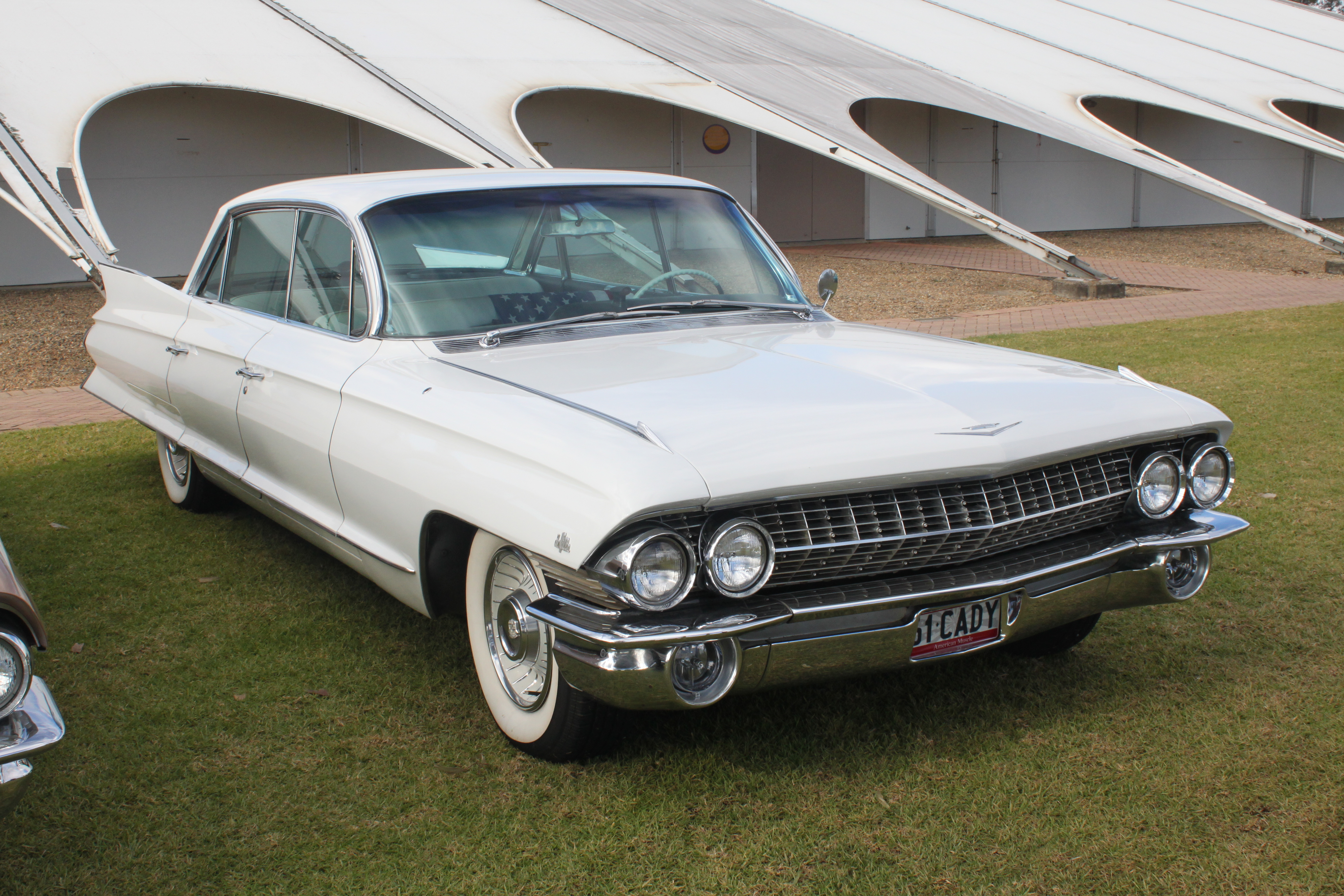
1961 Cadillac Sedan Deville Six Window с небольшими треугольными окошками позади задних дверей

С 1961 модельного года автомобили перешли на меньшую в 129,5 дюймов (3289 мм) колёсную базу и стали короче (5,6 м). Как и прежде, выпускались автомобили с двухдверным кузовом купе (Coupe) и четырёхдверные седаны: шестиоконный (Six Window Sedan) с небольшими окошками позади задних дверей и четырёхоконный (Four Window Sedan) с панорамным задним стеклом. Появилась новая модель — шестиоконный седан с коротким багажником (Short Deck), который в этом году назывался Town Sedan, он имел багажник на 180 мм короче. Считалось, что более коротким автомобилем будет удобнее пользоваться в городе при маневрировании и на парковках.

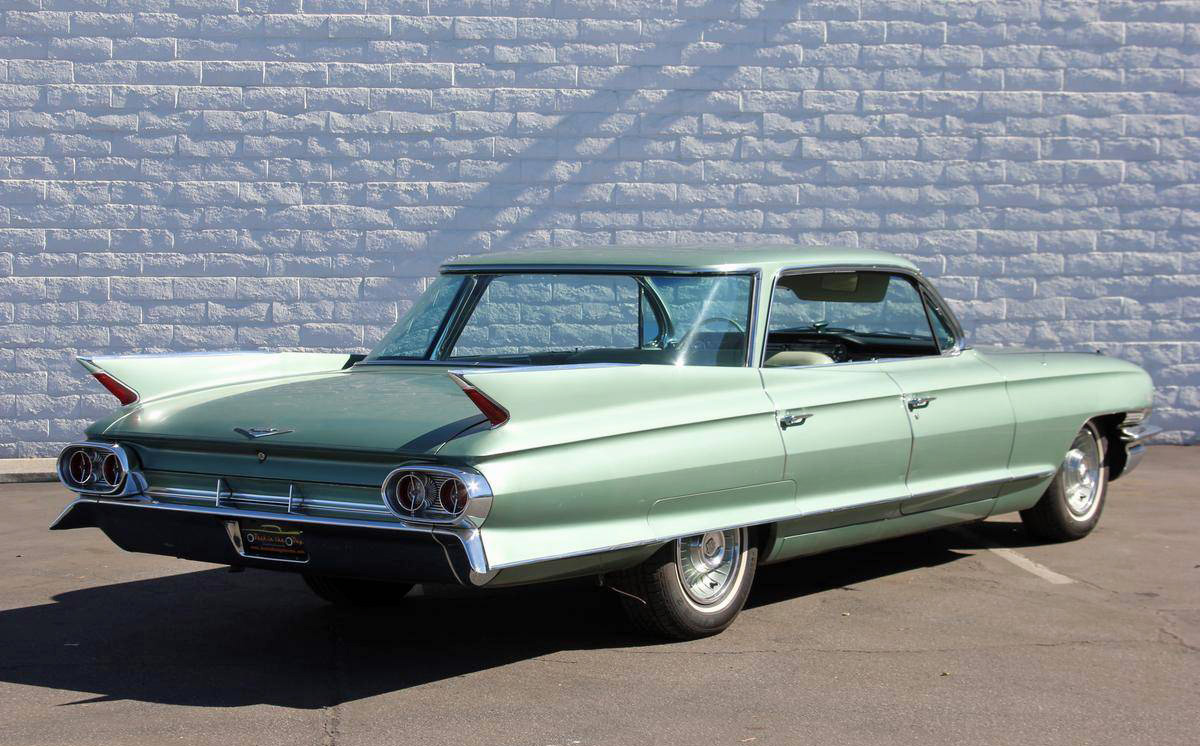
1961 Cadillac Sedan Deville Four Window с панорамным задним стеклом

Автомобили имели единую линию капота и передних крыльев спроектированную таким образом, чтобы получилась чёткая горизонталь. Решётка радиатора также имела горизонтальный излом посередине, придающий ей более выразительный вид. Скульптурные формы автомобиля хорошо отражены в линиях его боковых панелей, верхний контур которых гармонично объединил капот и багажник. Горизонтально расположенные овальные окантовки задних фонарей аккуратно вписаны в выступы задних крыльев.
Кузов имел ниже расположенный жёсткий гофрированный пол, замкнутого сечения пороги, усиленные в зоне центральных стоек и задние крылья с усилителями. Более широкая и низкая в передней части рама позволила уменьшить тоннель пола спереди, освободив больше места для ног. Посадка и высадка в автомобиль упростились из-за увеличенной высоты дверного проёма, отсутствия заходящего на боковины ветрового стекла и более широких задних дверей у седанов.

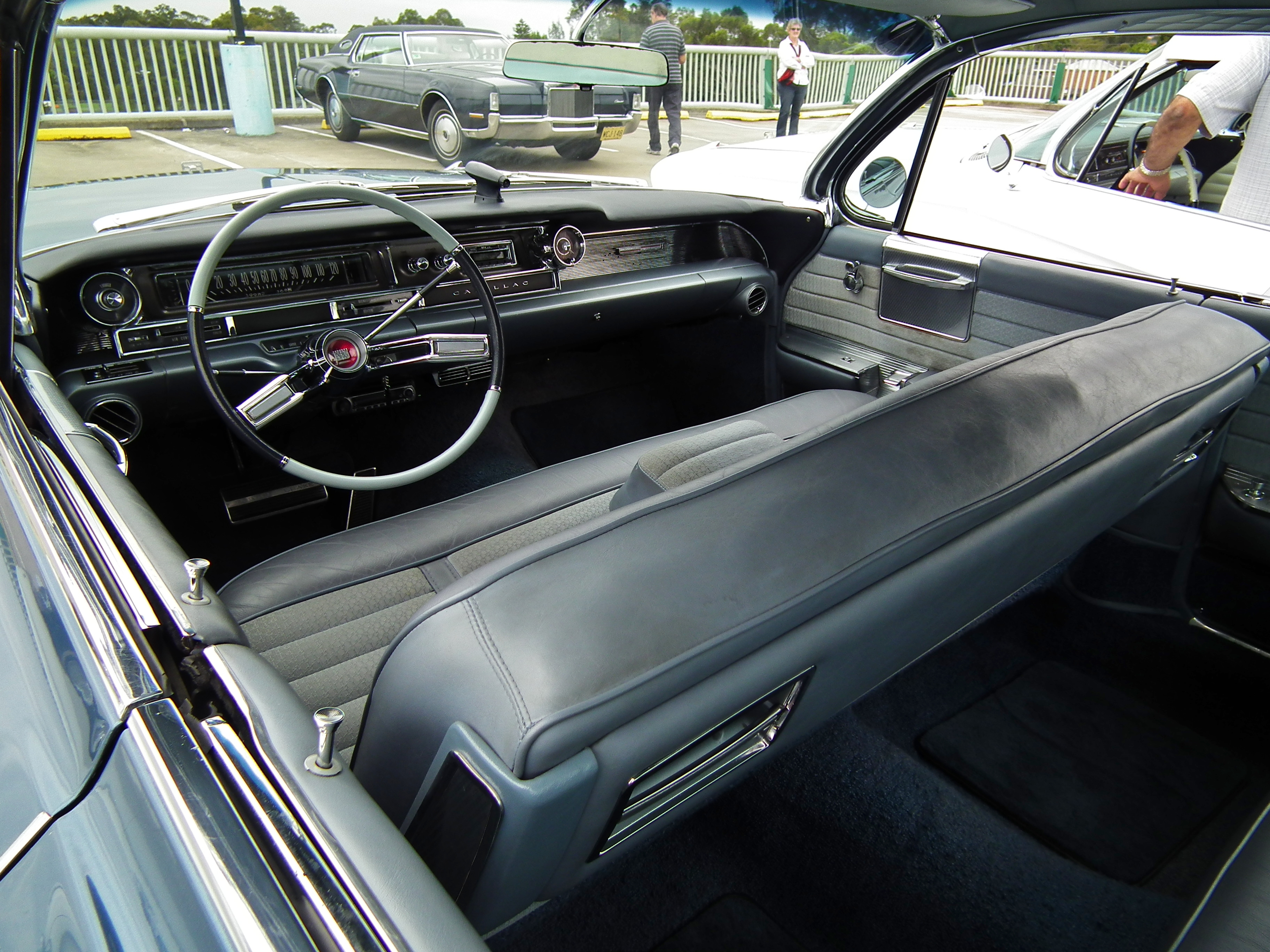
1961 Cadillac Sedan Deville, перед водителем — спидометр, под ним ползуны управления вентиляцией, справа — радио, дальше — часы, слева «кругляш» управления светом, под ним — стеклоочистителями

Салон с новой панелью приборов мог иметь восемь двухцветных вариантов отделки тканью и кожей. Часы, электрические стеклоподъёмники, переднее сидение с электрической регулировкой горизонтального положения, тонированное и затенённое сверху заднее стекло — всё это было стандартным оборудованием. Новый кондиционер, устанавливаемый по заказу, работал в трёх режимах: режиме вентиляции (vent), при котором в салон подавался неохлаждённый воздух извне, в нормальном режиме (normal), при котором охлаждался весь поступающий снаружи воздух и в режиме рециркуляции (recirc), при котором весь воздух охлаждался, но только 20% его забиралось снаружи, а остальное из салона. За дополнительную плату можно было установить отопитель салона и обогреватель заднего окна: под окном устанавливался вентилятор с электрообогревателем, который подавал нагретый воздух на стекло. У круиз-контроля, который также надо было заказывать отдельно, появилась дополнительная функция информирования водителя о достижении заданной скорости. Если, выставив необходимую скорость движения он не нажимал кнопку включения круиз-контроля, то управлять педалью газа можно обычным образом, но при достижении заданной скорости водитель чувствовал повышенное сопротивление педали. Нажав педаль далее, он всё равно мог разгонять автомобиль. Отдельно можно было заказать переднее сиденье с регулировками по шести направлениям (вперёд-назад, вверх-вниз и наклон спинки). Управление перемещениями сидения было перенесено на дверь (ранее было сбоку сидения).
На автомобили устанавливался тот же, что и в прошлом году V-образный восьмицилиндровый двигатель мощностью 325 л.с. (bhp). У него был меньшего объёма масляный поддон и новый, более удобно расположенный масляный щуп. Выхлопная система стала одинарной, то есть в ней использовался один глушитель, один резонатор и выхлопные трубы большего диаметра. В результате, скорость прохождения газов через глушитель возросла, снизалось количество осаждающихся в нём кислот — главных источников коррозии. Это, и то, что основные внутренние детали глушителя были покрыты алюминием, намного повысило срок его службы. В приводе вентилятора охлаждения радиатора появилась термомуфта, которая в 2-3 раза уменьшала обороты вентилятора при движении на высокой скорости, когда радиатор хорошо охлаждался набегающим потоком воздуха. Автоматическая трансмиссия Hydra-Matic устанавливалась на все автомобили стандартно.
В новой передней независимой пружинной подвеске на поперечных рычагах они стали крепиться к раме с помощью резинометаллических шарниров (сайлент-блоков) вместо резьбовых втулок. Это снизило трение, уменьшило передачу ударов на раму и исключило необходимость в смазке. Верхний рычаг остался вильчатым, а нижний стал поперечным рычагом с растяжкой. В задней зависимой пружинной подвеске были усилены сайлент-блоки крепления верхнего рычага к раме. Рулевое колесо стало ещё меньше. Новая передняя подвеска позволила увеличить угол поворота управляемых колёс, что вместе с изменённым передаточным отношением рулевого управления с гидроусилителем довело количество оборотов руля от упора до упора до 3,7. Тормозная система с гидроприводом и усилителем обзавелась передними тормозными механизмами с новыми оребрёнными барабанами и увеличенными рабочими цилиндрами. Задние барабанные тормоза остались без изменений.
Всего было изготовлено 51 418 автомобилей, из них — 31 262 седана→.

## 1962

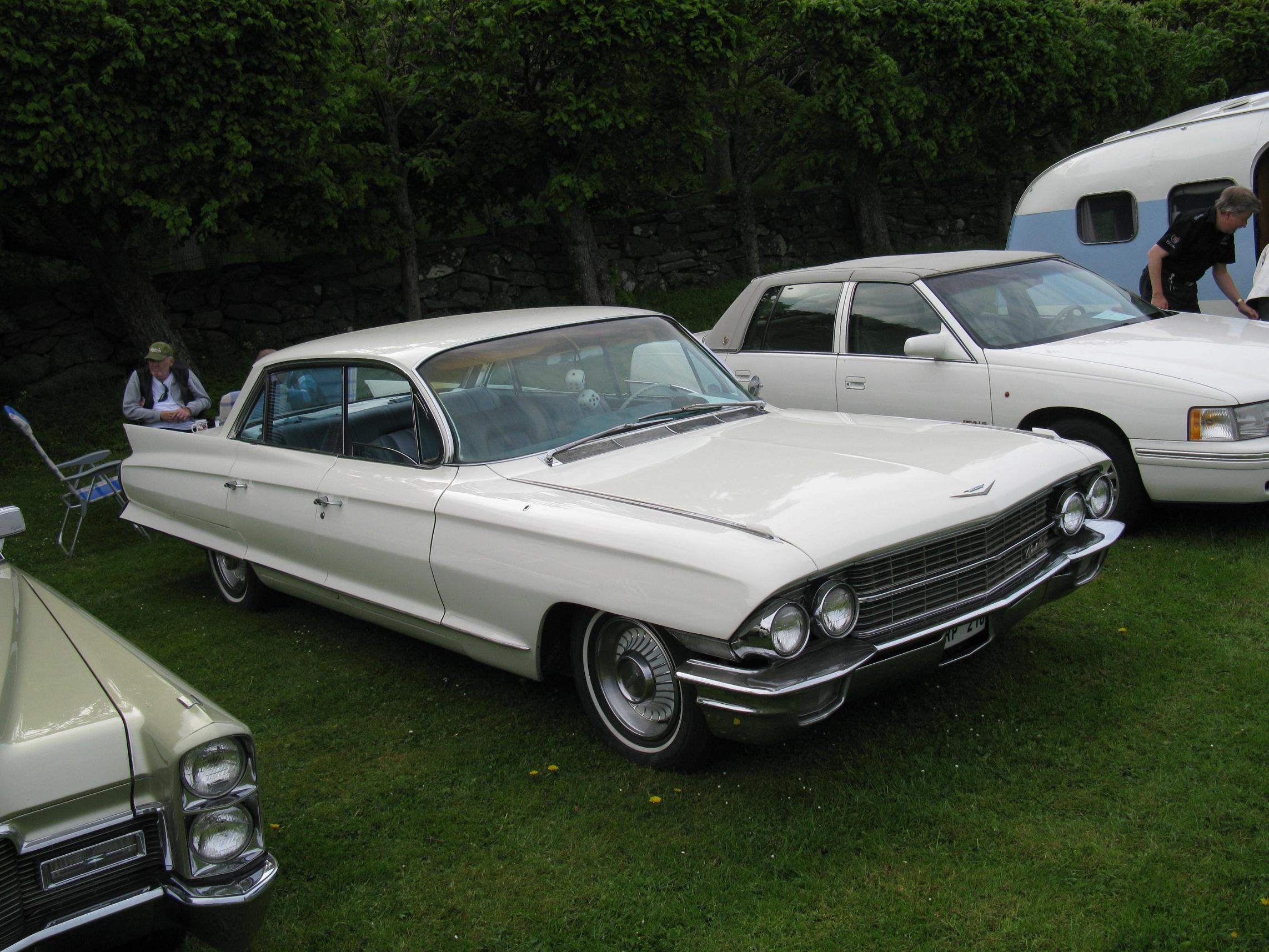
1962 Cadillac Sedan Deville Six Window с тонкими задними стойками

Автомобили 1962 модельного года имели те же размеры, что и годом ранее. Четырёхоконный седан (Four Window) избавился от панорамного, заходящего на боковины заднего стекла. Вместо этого он имел широкие задние стойки, чем очень походил на купе. В этом году седан с укороченным багажником был сделан на его базе и назывался Park Avenue.
Наиболее заметная деталь обновлённой передней части автомобиля — это квадратные, встроенные в бампер подфарники. Сбоку спереди, на крыльях, выше бампера появились дополнительные боковые фонари. Они включались в тёмное время суток вместе с указателями поворотов и освещали боковую сторону дороги. Задние фонари вновь вытянулись вверх и стали более угловатыми, плафоны фонарей снаружи был белыми, но внутри имел зажигающиеся красным светом стоп-сигналы и габаритные огни. Все автомобили имели надпись Cadillac на решётке радиатора, знак V и эмблему на крышке багажника и соответствующую надпись (Coupe deVille, Sedan deVille или Park Avenue) на заднем крыле.

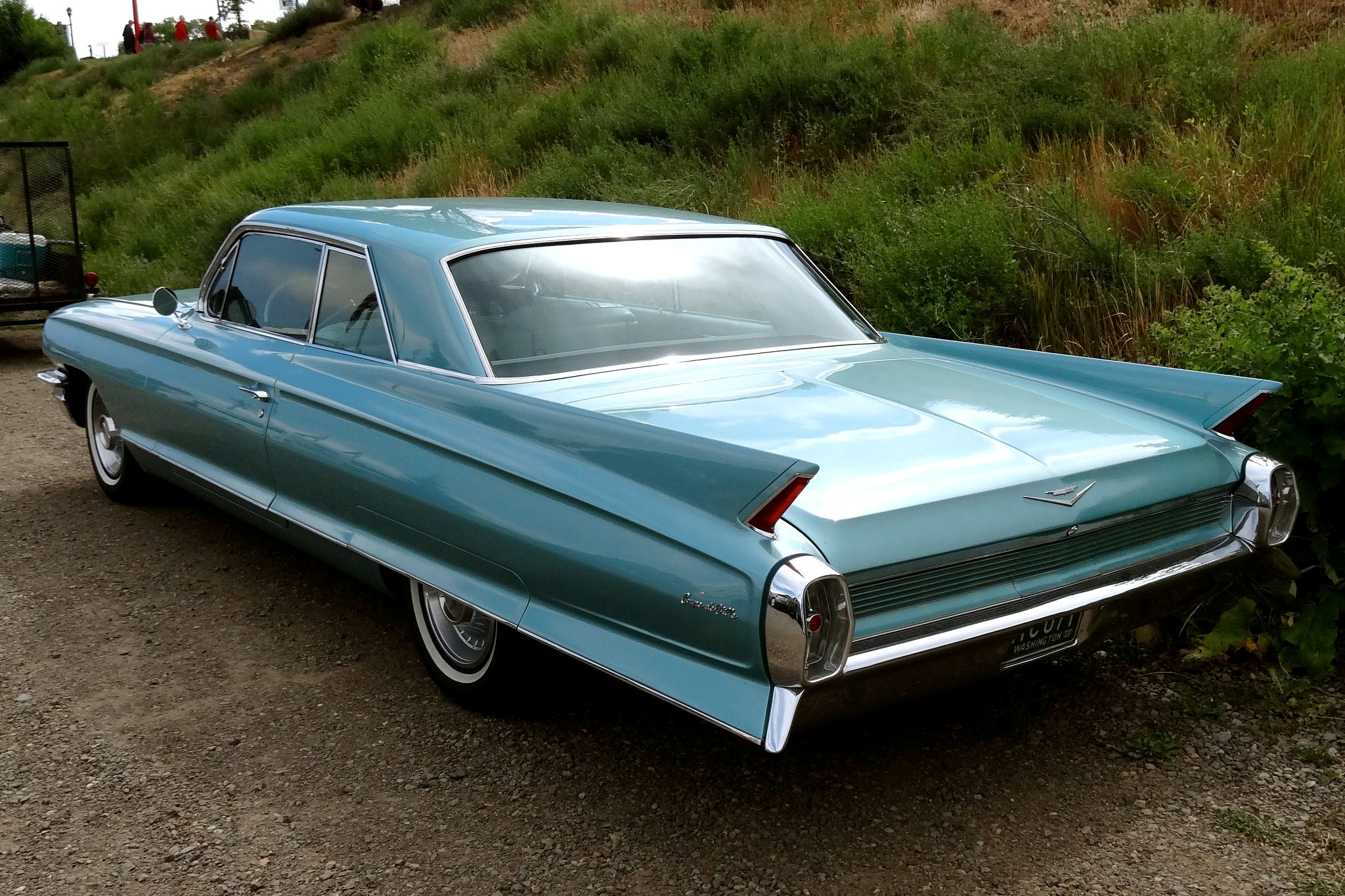
1962 Cadillac Coupe Deville с вертикальными однотонными задними фонарями

К восьми двухцветным вариантам отделки салона были добавлены четыре однотонных полностью кожаных салона белого, чёрного, красного и розового цветов. С этого года отопитель стал стандартным оборудованием, а кондиционер обзавёлся более мощным компрессором. Обновлённый круиз-контроль имел цифровую индикацию задаваемой скорости и возможность её изменения даже после включения. Устанавливаемая по заказу система управления фарами Gude-Matic автоматически выключала дальний свет при появлении встречного автомобиля. Нажав на ножной переключатель света, водитель мог снова включить его, если было необходимо. Все автомобили имели места для крепления поясных ремней безопасности, которые устанавливались по заказу.
На автомобилях появился увеличенного объёма бензобак, впрочем, у машин с коротким багажником остался старый бензобак меньшей ёмкости. По заказу можно было установить дифференциал повышенного трения в заднем мосту. При буксовании, он направлял большую часть крутящего момента на не буксующее колесо, что позволяло автомобилю увереннее двигаться в тяжёлых дорожных условиях. Появилась двухконтурная тормозная система, в которой гидравлический привод тормозов передней и задней осей были не зависимы друг от друга. Для снижения усилия на педали тормоза использовался вакуумный усилитель тормозов с большим передаточным отношением.
Всего было изготовлено 69 283 автомобиля, из них — 43 608 седанов→.

## 1963

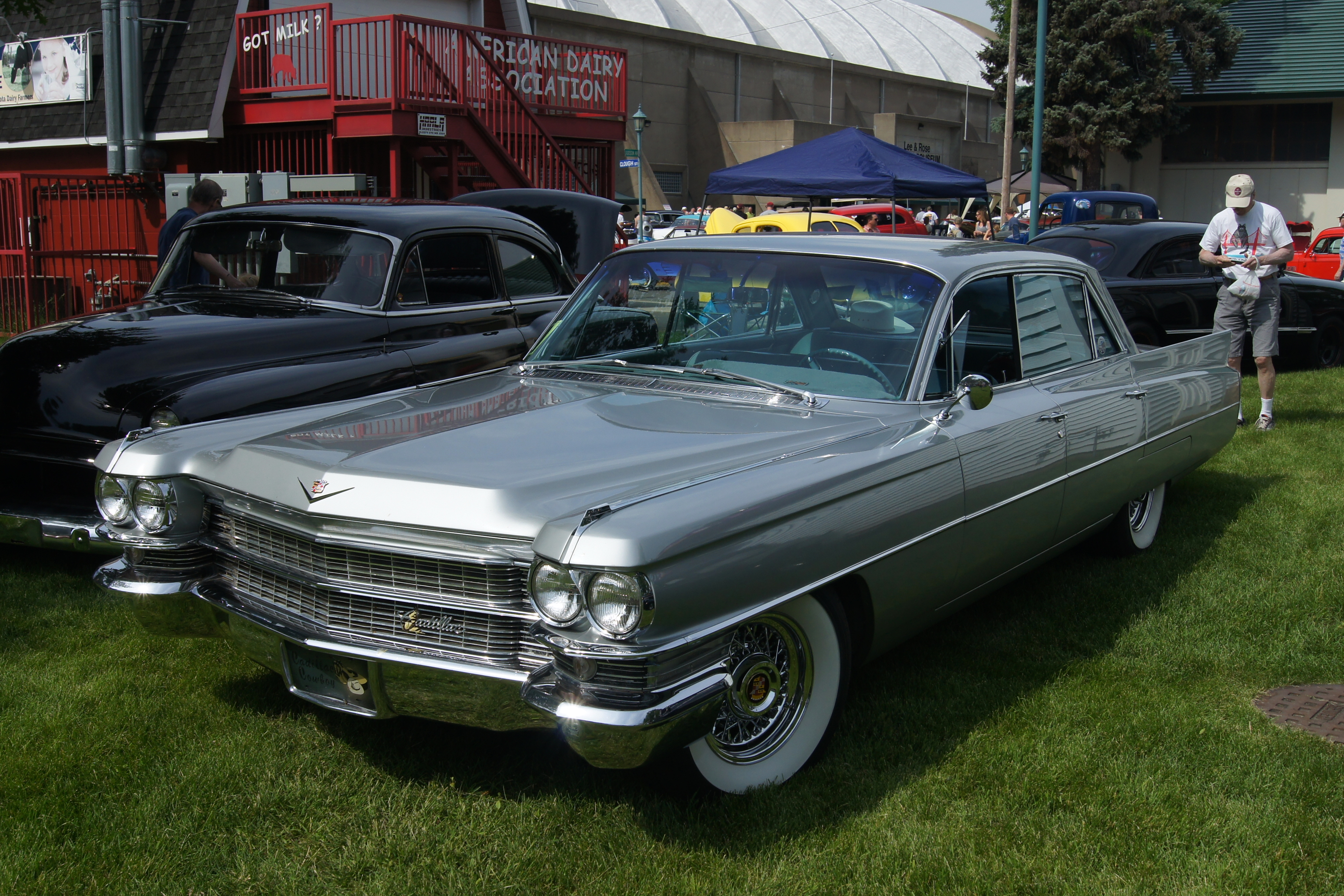
1963 Cadillac Sedan Six Window

В этом модельном году внешний вид автомобилей был существенно переработан. Они стали на дюйм (25 мм) длиннее, впрочем, длина короткого седана (Park Avenue) осталась прежней. Передняя часть обрела гранёные формы с выступающими вперёд крыльями. Появилась новая крыша с прямыми (не изогнутыми) передними стойками, боковины стали гладкими и округлыми, а длинный боковой молдинг рассёк силуэт автомобиля надвое. Вертикальные задние фонари получили хромированные горизонтальные переборки, заправочная горловина теперь пряталась сзади за номерным знаком.

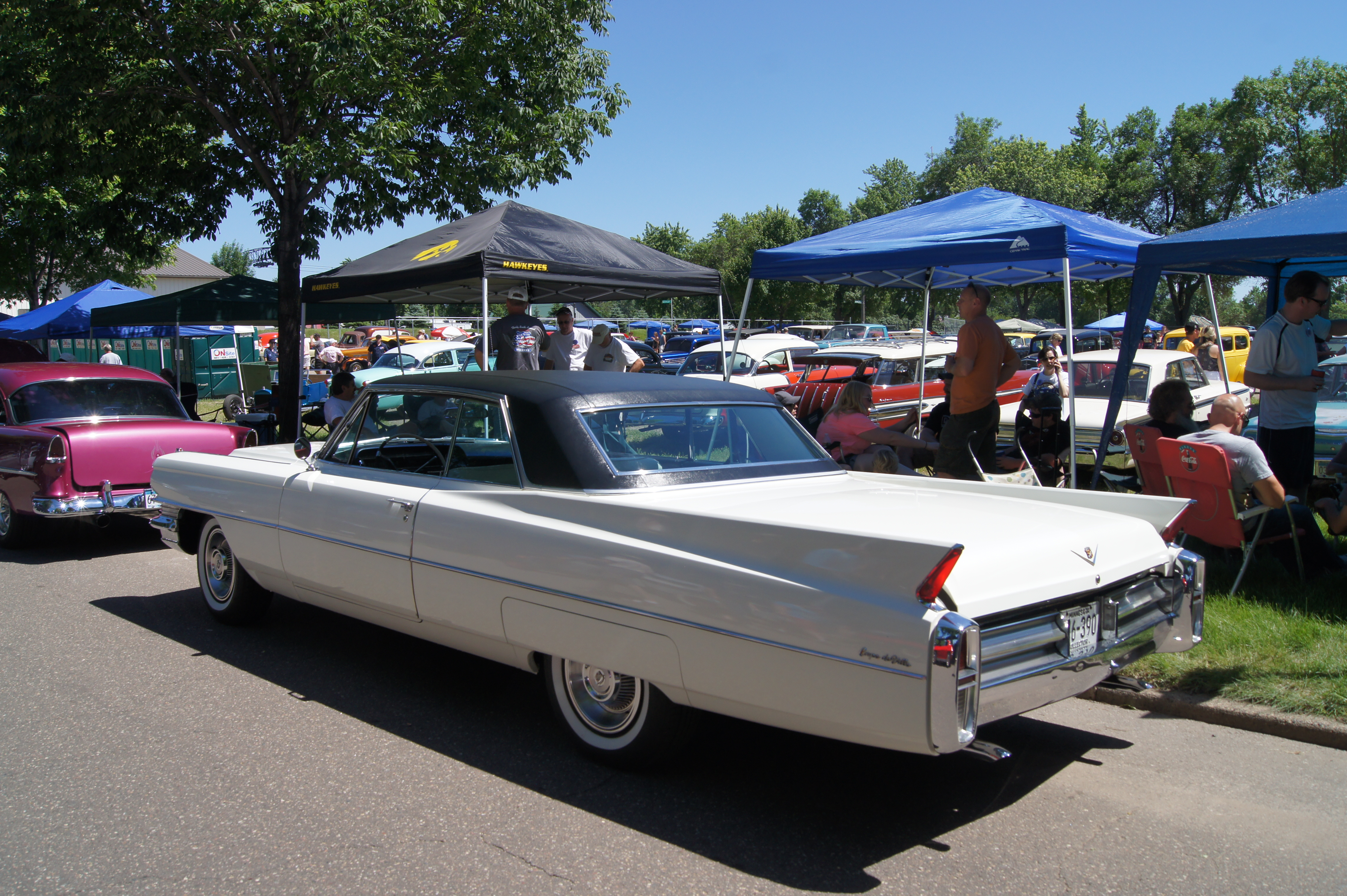
1963 Cadillac Coupe Deville с небольшим задним окном и опционным виниловым покрытием крыши

Купе имели уменьшенное в размерах, узкое заднее стекло, подчёркивающее новый моноблочный дизайн автомобиля. У седанов осталось широкое задние стекло: у четырёхоконного (Four Window) — во всю ширину задней части автомобиля, у шестиоконного (Six Window), чуть уже. По заказу крыша купе и четырёхоконных седанов могла быть обтянута искусственной кожей (винилом) с подкладкой, что не только создавало богатый внешний вид, но обеспечивало дополнительную тепло- и шумоизоляцию салона.

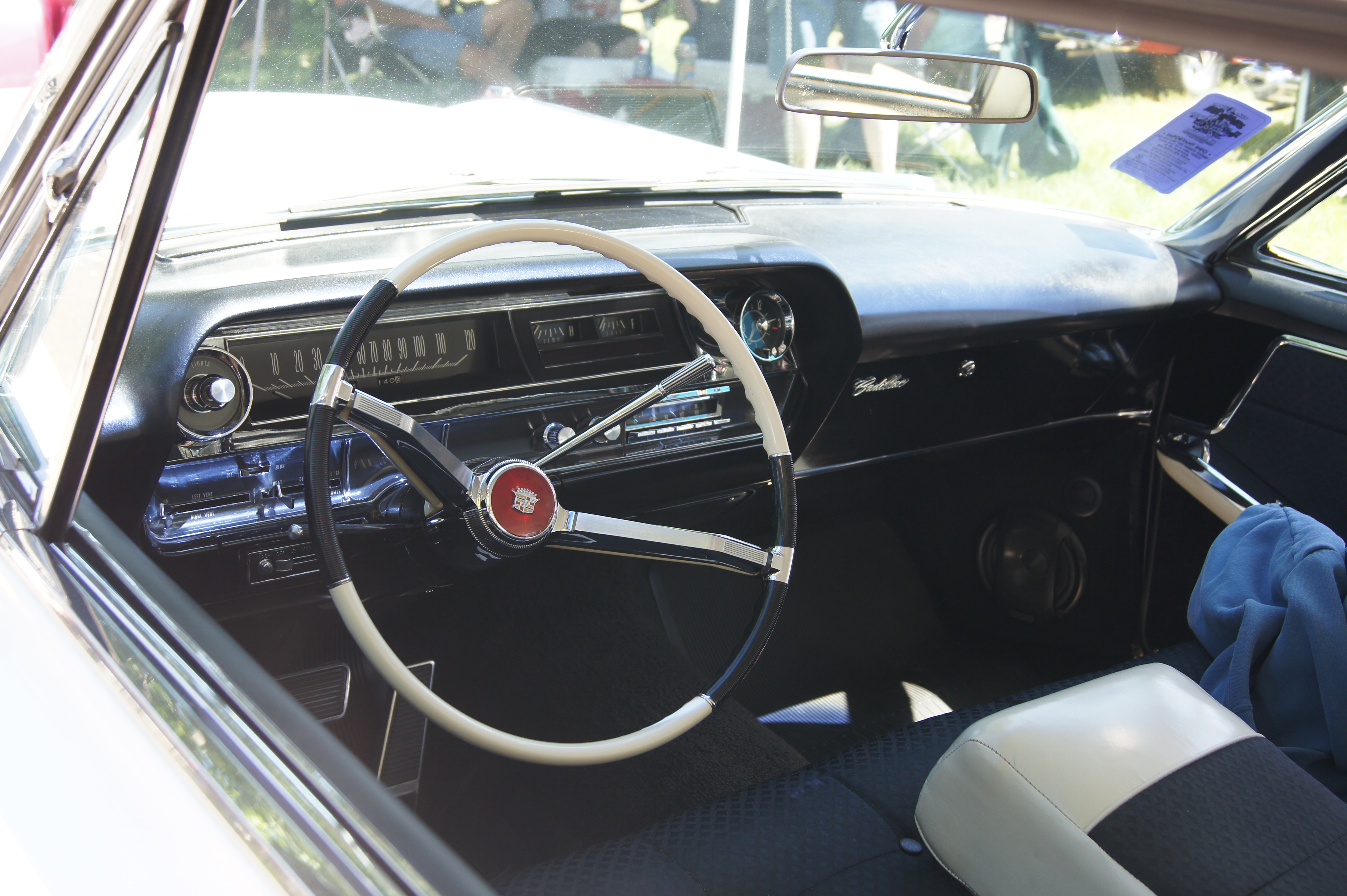
1963 Cadillac Coupe Deville, справа от более компактного спидометра — указатели и контрольные лампы, снизу слева — климат-контроль (верхний рычажок — выбор режима, нижний — температуры), снизу справа — радио

Автомобили имели новую панель приборов, отопитель и кондиционер были объединены в устанавливаемую по заказу единую систему климат-контроля. Пассажирам необходимо было только выбрать режим работы: охлаждение (cool), рециркуляцию (recirc) или обогрев (heater), и перемещая рычажок из положения холоднее (cooler) в положение теплее (warmer) настроить требуемую температуру. По заказу можно было установить регулируемую по углу наклона рулевую колонку. Для регулировки надо было поднять рычажок слева от руля и, установить рулевое колесо в одну из шести фиксированных позиций. Можно было заказать раздельные передние сидения с сервоприводом перемещения вперёд-назад и наклона спинки. У купе запасное колесо теперь располагалось в багажнике под ветровым стеклом, у остальных моделей по-прежнему просто лежало на полу багажника. Для снижения шума была применена многослойная шумоизоляция моторного отсека от пассажирского салона.
В этом модельном году была выполнена первая за 14 лет выпуска крупная модернизация V-образного восьмицилиндрового двигателя, в результате которой он стал легче и компактнее. Рабочий объём мотора 6,4 литра (390 кубических дюймов) и мощность 325 л.с. (bhp) остались неизменными. В новый укороченный блок цилиндров стали устанавливать более лёгкий и короткий коленвал с увеличенными коренными подшипниками и более лёгкие и с короткой юбкой поршни. Водяной насос системы охлаждения стал встроенным в литую алюминиевую переднюю крышку двигателя. Появилась замкнутая система вентиляции картера. Везде были применены новые уплотнения как подвижных (сальники), так и неподвижных (прокладки верхних и боковой крышек, поддона и т.п.) деталей. Было перекомпоновано расположение всего навесного оборудования, теперь оно в основном располагалось в передней части двигателя, более компактно и доступ к нему стал легче.
Привод заднего моста получил сдвоенные карданные шарниры в центре и сзади. Они позволили существенно снизить шум и вибрацию карданного вала.
Всего было изготовлено 80 874 автомобиля, из них — 45 725 седанов→.

## 1964

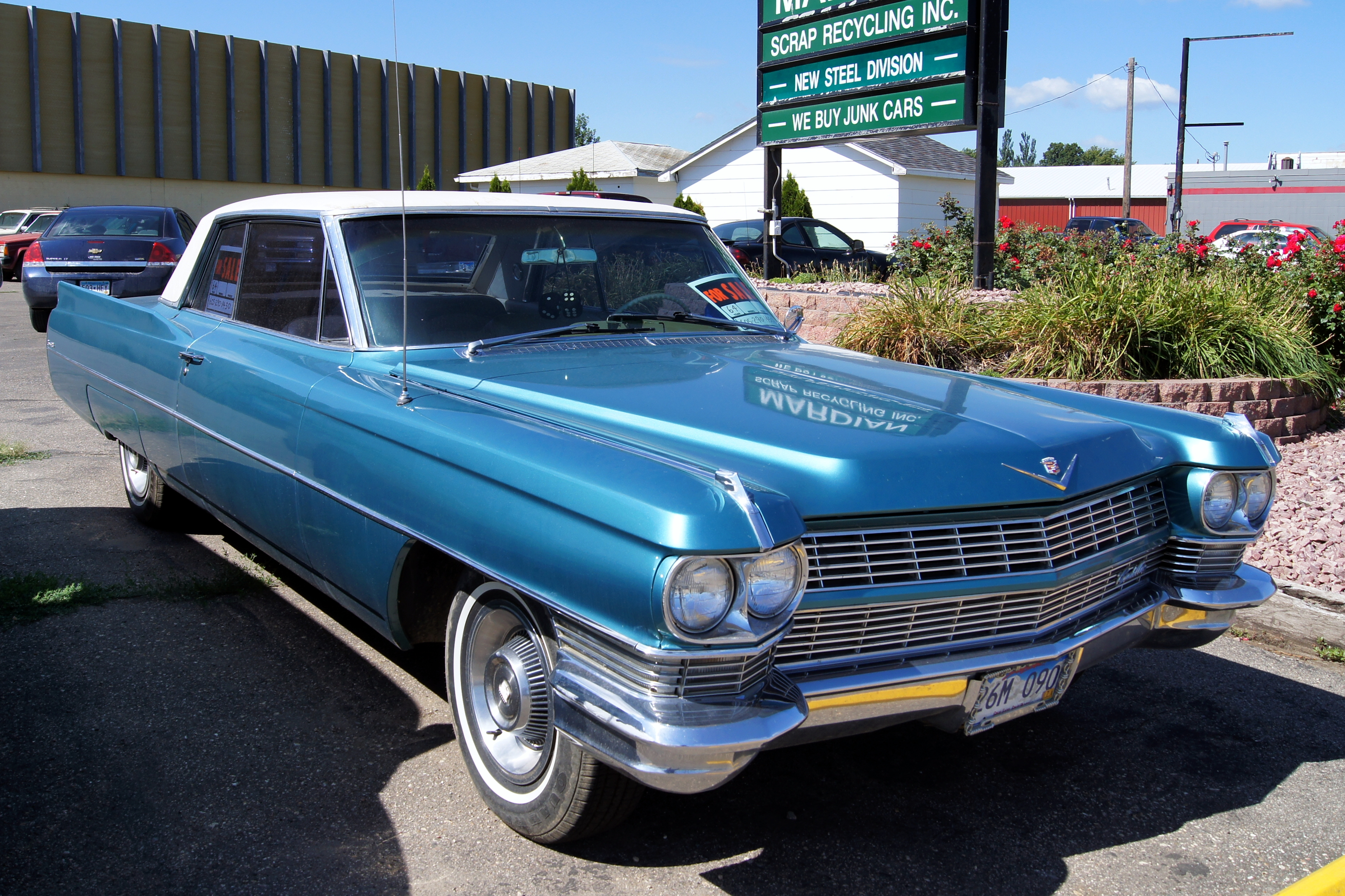
1964 Cadillac Coupe Deville

Автомобили 1964 модельного года стали на ещё полдюйма (13 мм) длиннее, но внешне мало чем отличались от ранее выпускавшихся машин. Наиболее заметные отличия — это поперечина облицовки радиатора, окрашенная в цвет кузова и отсутствие круглых подфарников спереди, а также более низкие «плавники» и вертикальные фонари с изломом сзади. Личинка замка багажника теперь пряталась под эмблемой на крышке.
Седанов с укороченным багажником не стало, остались купе и два типа седанов. Зато появились открытая версия автомобилей — двухдверные кабриолеты Cadillac Deville Convertible.

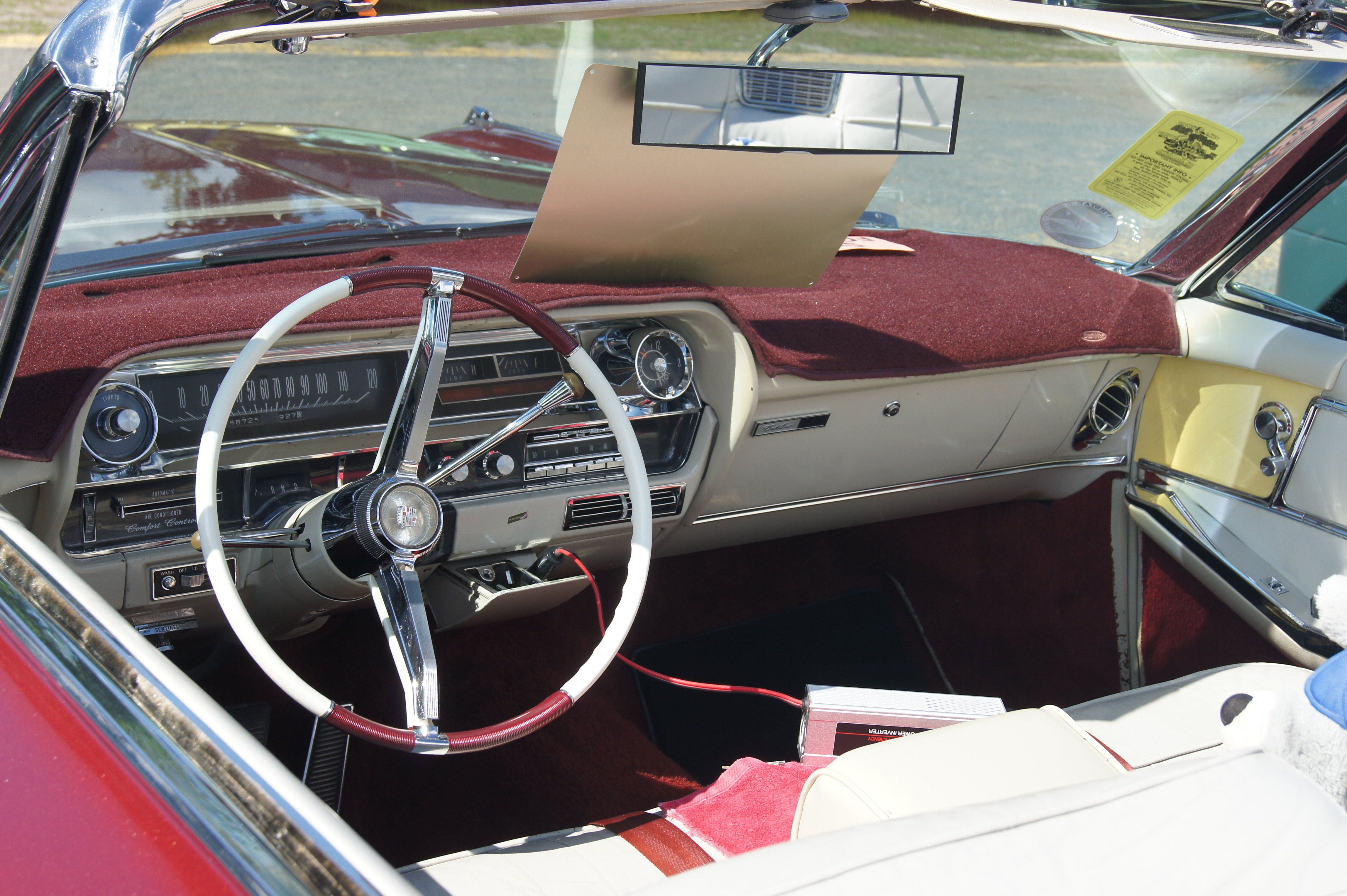
1964 Cadillac Sedan Convertible, слева от спидометра — управление светом, под ним — климат-контроль, ниже — управление стеклоочистителями и под панелью — рычажок подъёма и опускания верха

Для того чтобы опустить верх кабриолета, необходимо было остановить автомобиль, повернуть солнцезащитные козырьки и освободить два замка. Затем, надо было нажать вниз рычажок под панелью приборов слева от руля и удерживать его нажатым до полного опускания крыши. Для подъёма крыши рычажок поднимали вверх и выполняли все операции в обратном порядке. При необходимости сложенную крышу можно было закрыть специальным чехлом. Открытые автомобили имели складной верх чёрного, белого, голубого, жёлтого или розового цветов. Купе и четырёхоконные седаны за дополнительную плату могли иметь виниловую обивку крыши таких же цветов.
В салоне появились сидения новой формы, новые ручки и кнопки дверей, вместо светоотражателей в дверях стали устанавливать автоматически зажигающиеся при открывании фонари. Новинкой были лампы подсветки салона спереди, по бокам панели приборов, и на задних боковых стойках, которые включались при открывании дверей. Автоматические стеклоподъёмники имели трёхпозиционный переключатель режимов работы. В нормальном положении (NORMAL) при включённом зажигании окнами могли управлять водитель и пассажиры, в положении «Заблокировано» (LOCK) только водитель мог управлять всеми стёклами, а в положении «Опасность» (EMERGENCY) все окна можно было закрыть даже при выключенном зажигании. По заказу на автомобили устанавливались поясные инерционные ремни безопасности. Салон автомобилей имел восемь двухцветных вариантов отделки тканью и кожей или четыре варианта только кожаной отделки. Устанавливаемая по заказу регулировка рулевой колонки по углу наклона стала семипозиционной: нулевое положение и по три фиксированных положения вверх и вниз. В системе климат-контроля, также устанавливаемой по заказу, теперь можно было просто задать требуемую температуру, и она поддерживалась автоматически независимо от внешних условий. Для измерения температуры снаружи и внутри салона использовались термисторы. Появилось, устанавливаемое по заказу, устройство автоматического включения наружного освещения «Сумеречный страж» (Twilight Sentinel), которое зажигало фары и задние фонари при наступлении темноты, в тумане, на запылённой дороге и других условиях плохой видимости. Оно имело также функцию задержки выключения фар и боковых фонарей, заставляя их гореть в течение определённого времени (до полутора минут) после покидания пассажирами салона. В системе автоматического переключения фар с дальнего света на ближний (Guide-Matic) стали использовать фоторезистор, расположенный на торце переднего левого крыла.
Новая головка и блок с увеличенным диаметром цилиндров, новый коленвал, изменённый распредвал — всё это позволило довести рабочий объём двигателя до 7 литров (429 кубических дюймов), а мощность до 340 л.с. (bhp). При этом вес двигателя не увеличился. Выпускная система имела большей производительности глушитель, большего диаметра трубы и гибкое (не жёсткое) крепление к раме. На автомобиль устанавливались большего размера радиатор, более мощные аккумуляторная батарея и генератор. Все автомобили оснащались новой автоматической трансмиссией Turbo Hydra-Matic (THM). В этой трансмиссии использовался гидротрансформатор и трёхступенчатая планетарная коробка передач. Гидротрансформатор бесступенчато увеличивал крутящий момент двигателя, что позволяло автомобилю  быстро и плавно разгоняться.
Новейший кабриолет Deville Convertible стал «главным героем» популярной в Советском Союзе французской комедии Разиня.
Всего было изготовлено 110 396 автомобилей: 54 301 седан, 38 195 купе и 17 900 кабриолетов→.

## Хронология
| Deville | 49 | 50—53 | 54—56 | 57—58 | 59—60 | 61—64 | 65—70 | 71—76 | 77—84 | 85—93 | 94—99 | 00—05 |

## Комментарии
1. 1 2 3 4 5 6 7  Brake Horsepower — мощность двигателя без дополнительного оборудования (водяной насос, генератор и т.п.), примерно на 10-15% больше мощности замеренной по современным стандартам (DIN, SAE).
2. 1 2 3 4  Все технические данные, кроме отдельно отмеченных, взяты из Cadillac Data Book соответствующего года.
3. 1 2  Сухая масса автомобиля без технических жидкостей (охлаждающая и тормозная жидкости, моторное  и трансмиссионное масла и т.п.), немного меньше снаряженной массы.
4. 1 2 3 4  Модельный год[англ.], в отличие от календарного, на фирме Cadillac обычно, но не всегда, начинался в конце сентября, начале октября. Здесь везде, кроме отдельно оговоренных случаев, используются данные за модельный год.

### Cadillac Data Book
1. Cadillac 1961 Data Book (англ.). — USA: Cadillac Motor Car Division, General Motors Corporation, 1960. — P. 106. Архивировано 2 апреля 2023 года.
2. Ninteen Hundred Sixty-Two Cadillac Data Book (англ.). — USA: Cadillac Motor Car Division, General Motors Corporation, 1961. — P. 110. Архивировано 2 апреля 2023 года.
3. 1963 Cadillac Data Book (англ.). — USA: Cadillac Motor Car Division, General Motors Corporation, 1962. — P. 120. Архивировано 2 апреля 2023 года.
4. 1964 Cadillac Data Book (англ.). — USA: Cadillac Motor Car Division, General Motors Corporation, 1963. — P. 117. Архивировано 2 апреля 2023 года.

### Руководства по эксплуатации
1. '64 Cadillac Owener's Manual (англ.). — USA: Cadillac Motor Division, General Motors Corporation, 1963. — P. 53. Архивировано 23 сентября 2017 года.

### Статьи
1. Testing the Luxury Cars (англ.) // Motor Trand : журнал. — 1961. — April. — P. 74—83. Архивировано 14 ноября 2019 года.